# Mort de Starr Faithfull
Starr Faithfull (née Marian Starr Wyman, 27 janvier 1906 - vers le 6 juin 1931) est une mondaine américaine dont la mystérieuse mort par noyade à l'âge de 25 ans en 1931 est devenue une histoire sensationnelle de tabloïd. Les journaux publient des allégations selon lesquelles elle avait été abusée sexuellement dans son enfance par Andrew James Peters, un homme politique riche et éminent et ancien maire de Boston (1918-1922). Il est soupçonné de l'avoir assassinée. Les enquêteurs n'ont pas été en mesure de déterminer si son décès était un homicide ou un suicide, et son décès n'est toujours pas résolu. 
Faithfull est retrouvée morte sur la plage de Long Beach, New York, sur la rive sud de Long Island, le matin du 8 juin 1931. Une autopsie révèle une mort par noyade, mais également de nombreuses ecchymoses, apparemment causées par des coups ou une manipulation brutale, et une forte dose de sédatif dans son système sanguin. Les enquêteurs ont d'abord pensé à un homicide et qu'elle a été poussée dans des eaux profondes ou maintenue de force la tête sous l'eau dans des eaux peu profondes. Son beau-père accuse alors Peters de l'avoir tuée pour l'empêcher de révéler les abus sexuels. Cependant, la théorie de l'homicide est remise en question par des lettres que Faithfull a écrites peu de temps avant sa mort, disant qu'elle avait l'intention de se suicider. Un grand jury réuni pour entendre les témoignages rend un verdict ouvert, et l'affaire est classée sans conclusion définitive quant à savoir si sa mort était un homicide, un suicide ou un accident,. 
La mort de Faithfull fait l'actualité nationale et internationale en raison de ses nombreux aspects sensationnels, y compris sa jeunesse, sa beauté, sa promiscuité et son style de vie de garçonne, ainsi que les allégations concernant Peters. Le magazine Time qualifie l'histoire de « mort mystérieuse sexy » (sexy death mystery) avec un « nom parfait en première page ». 
L'histoire de Faithfull inspire plusieurs œuvres de fiction, dont la plus connue est le roman de John O'Hara de 1935, BUtterfield 8,,. L'affaire est aussi explorée dans de nombreux ouvrages non romanesques, dont l'ouvrage de true crime de 1990 de l'historien britannique Jonathan Goodman, The Passing of Starr Faithfull qui a remporté un prix Gold Dagger. 

## Biographie

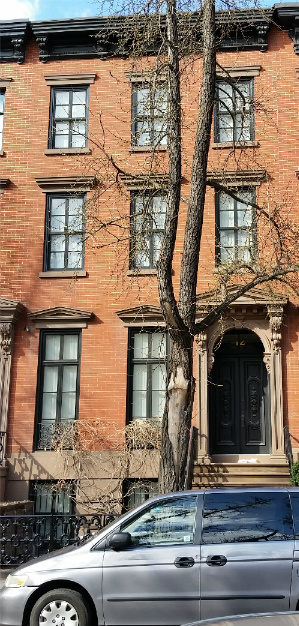
12 St.Luke's Place à Greenwich Village, New York, en 2016. Les Faithfull vivaient dans un des appartements au moment de la mort de Starr Faithfull.

### Famille
Starr Faithfull est née Marian Starr Wyman (surnommé « Bamby ») le 27 janvier 1906 à Evanston dans l'Illinois, de Frank Wyman II, un banquier d'investissement, et de son épouse Helen MacGregor Pierce d'Andover, Massachusetts. En 1907, les Wyman déménagent à Montclair, New Jersey où une deuxième fille, Elizabeth Tucker « Sylvia » Wyman, naît en 1911. 
La mère de Starr vient d'une famille riche et socialement établie, mais son père a perdu sa fortune avant son mariage, la laissant relativement pauvre,. Sa cousine Martha a épousé Andrew James Peters, un politicien de carrière qui a servi comme membre de la Chambre et du Sénat du Massachusetts ; un membre du Congrès américain ; un secrétaire adjoint du Trésor sous le président Woodrow Wilson ; et comme maire de Boston de 1918 à 1922. En tant que maire, Peters était connu pour ses actions lors de la grève de la police de Boston en 1919, qui a permis à Calvin Coolidge, alors gouverneur du Massachusetts, de se faire un nom sur le plan national. Coolidge est ensuite élu vice-président et président des États-Unis. Peters est également un ami de Franklin D. Roosevelt, qui est gouverneur de New York au moment de la mort de Starr Faithfull. 
Helen Wyman et ses filles rendent souvent visite à ses riches parents du Massachusetts, dont Martha et Andrew Peters. Les Peters font partie des parents qui soutiennent les Wyman en donnant de l'argent à Helen et en payant les études privées de ses filles. Starr passe plusieurs étés avec les Peters et leurs enfants à la maison familiale et Andrew emmène souvent la jeune fille en voyage seul avec lui, au cours duquel les deux dorment dans des hôtels. 
Frank et Helen Wyman divorcent en 1924, et l'année suivante, Helen a épouse Stanley Faithfull dont ses filles et elle prennent le nom. Stanley, veuf auparavant marié à la gouvernante de Leverett Saltonstall, est un inventeur et entrepreneur indépendant qui échoue dans ses nombreuses entreprises et gagne peu ou pas d'argent,. Les Faithfull s'installent initialement à West Orange, dans le New Jersey, mais perdent leur maison lourdement hypothéquée pour forclusion et déménagent alors dans un appartement au 12 St Luke's Place, Greenwich Village, New York. C'est leur résidence au moment de la mort de Starr en 1931. Jimmy Walker, alors maire de New York, habite quelques maisons plus loin au 6 St Luke's Place,.

### Allégation d'abus sexuels
Pendant l'adolescence, Star Faithfull commence à montrer des signes de troubles émotionnels. Elle reçoit finalement un traitement psychiatrique, y compris un court séjour volontaire au Channing Sanitarium, un hôpital psychiatrique de Wellesley, Massachusetts. En juin 1926, elle dit à sa mère que Peters abuse sexuellement d'elle depuis qu'elle a 11 ans. Elle dit que Peters a lu les instructions sexuelles écrites par Havelock Ellis et l'a droguée avec de l'éther avant d'abuser d'elle. 
Stanley Faithfull engage un avocat et, en 1927, négocie un accord de règlement écrit avec Peters, par lequel Peters paye 20 000 $ aux Faithfull - censément pour couvrir les soins médicaux et la réadaptation de Starr - en échange de garder le secret sur les abus,,. Bien que le document de règlement indique qu'il s'agit d'un paiement unique, les Faithfull reçoivent plusieurs paiements supplémentaires importants de Peters. Le montant total est estimé à environ 80 000 $. Ces paiements semblaient être la seule source de revenus pour la famille,,,. 
Selon l'auteur Jonathan Goodman, le dossier de la police indique qu'en 1931, des gangsters sans lien avec la famille ont également été informés des allégations de mauvais traitements. Ils utilisent alors ces connaissances pour extorquer de l'argent à Peters à Boston peu de temps avant la mort de Faithfull. Russel Crouse, qui a écrit un premier compte rendu de l'affaire, déclare que les enquêteurs « sont tombés sur des preuves que quelqu'un d'autre que la famille Faithfull avait entendu l'histoire et avait tenté de s'en servir à Boston »

### Mode de vie

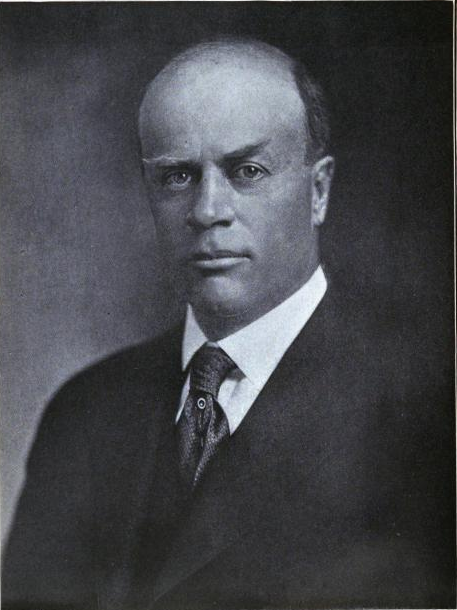
Andrew James Peters.

Les enquêteurs apprennent après la mort de Faithfull que sa mère et son beau-père, agissant sur les conseils des médecins, ont payé l'artiste Edwin Megargee pour être son « tuteur sexuel » et lui apprendre à avoir des relations sexuelles normales après ses expériences traumatisantes avec Peters. L'argent reçu de Peters est également utilisé pour envoyer Faithfull en croisière en Méditerranée, aux Antilles et cinq ou six fois au Royaume-Uni, où elle séjourne pendant de longues périodes à Londres. Lorsqu'elle n'est pas en croisière, Starr Faithfull assiste régulièrement aux soirées « bon voyage » organisées sur les paquebots dans le port avant leur départ de New York et socialise avec les officiers des navires,. À un moment donné, elle affirme avoir été fiancée à un officier, qui nie et l'abandonne sans un sous à Londres,,. Faithfull visite aussi régulièrement des discothèques et des speakeasies, boit et consomme de la drogue, et fait même une surdose de somnifère un jour à Londres,. En mars 1931, elle est brièvement envoyée à l'hôpital de Bellevue après avoir été retrouvée ivre, nue et battue dans une chambre d'hôtel de New York ; elle était arrivée à l'hôtel sous le nom de « Joseph Collins et sa femme », avec un homme qu'elle venait apparemment de rencontrer. 
Le 29 mai 1931, quelques jours avant sa mort, Starr Faithfull assiste à une fête sur le paquebot Cunard RMS Franconia pour voir le médecin du navire, le Dr George Jameson-Carr. Elle est amoureuse de Carr depuis un certain temps et le considère comme l'amour de sa vie, bien qu'il ne lui rende pas son affection,. Après avoir quitte la cabine de Carr juste avant le départ, elle ne quitte pas le bord et reste sur le pont bien qu'elle ne dispose pas de billet. Après avoir été découverte, elle est renvoyée de force à l'embarcadère sur un remorqueur en criant : « Tuez-moi! Jetez-moi par-dessus bord ! »,,,. Les journaux et les amis de Faithfull rapporteront plus tard qu'elle avait tenté de se cacher pour être avec Carr et retourner à Londres,. Cependant, dans une lettre à Carr, elle déclare n'avoir pas eu l'intention de se cacher mais qu'elle était trop ivre pour débarquer. Cette explication avait peut-être pour but de protéger Carr contre les ennuis avec son employeur Cunard à propos de l'incident. 

## Mort

### Avant la découverte du corps

#### Jeudi 4 juin 1931
Après la mort de Faithfull, un chauffeur de taxi et d'autres témoins rapporteront que dans l'après-midi du jeudi 4 juin 1931, une femme en état d'ébriété qu'ils identifieront plus tard comme Starr Faithfull a été aidée à monter dans un taxi devant le Chanin Building sur la 42e rue à Manhattan. Le chauffeur de taxi déclare qu'elle s'est arrêtée pour acheter de l'alcool supplémentaire pendant son trajet et qu'il l'a conduite jusqu'à Flushing, dans le Queens, à la recherche d'une certaine maison qu'elle n'arrivait pas à localiser. Elle quitte son taxi devant une pharmacie située au croisement de la 33e Avenue et de la 163e Rue,. 
Le soir du 4 juin, Faithfull dit à sa mère et à sa sœur qu'elle va à une fête donnée par l'éditeur Bennett Cerf pour l'actrice Miriam Hopkins (qu'elle confond avec l'actrice Peggy Hopkins Joyce) dans le bureau de Cerf au 20 E. 57e rue à Manhattan. Selon sa mère, elle mentionne avoir vu deux de ses amis, des acteurs nommés « Bruce Winston » et « Jack Greenaway » à la fête, et déclare avoir rendez-vous avec eux le soir suivant,. Mais un autre ami, le Dr Charles Young Roberts, déclarera plus tard que Faithfull a passé la soirée du 4 juin avec lui à l'hôtel Roosevelt, visitant un speakeasy et faisant un tour en taxi. 

#### Vendredi 5 juin 1931
La famille de Faithfull rapporte l'avoir vue pour la dernière fois quitter l'appartement familial de St. Luke's Place à 9 h 30 le matin du vendredi 5 juin 1931, portant une robe en soie, un chapeau, des gants, des chaussures et des bas, et portant un sac à main et un manteau. Elle avait trois dollars et prévoyait de se faire onduler les cheveux. Selon sa famille, Faithfull n'est jamais rentrée chez elle. 

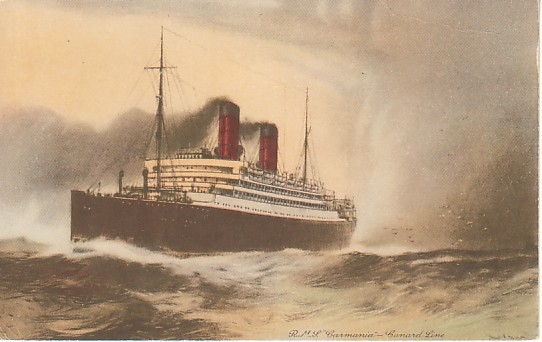
RMS Carmania, le paquebot Cunard sur lequel Starr Faithfull a passé la soirée du 5 juin 1931, avec le Dr Charles Young Roberts.

Un vendeur de kiosque à journaux situé près de la station de métro de la 9e rue à Greenwich Village, dont elle est une cliente régulière, déclare lui avoir vendu un journal à 11 h 30. À 13 heures, le chauffeur de taxi Murray Edelman déclare que Starr Faithfull, qu'il a reconnu à la suite de l'incident du Franconie quelques jours plus tôt, est montée dans son taxi près des quais de Chelsea (d'où les navires Cunard et d'autres paquebots partent) avec un homme dans un uniforme d'officier de croisière, qu'elle appelle « Brucie ». Le couple prévoit de se revoir sur le quai à 16 heures mais l'homme refuse. Edelman dit l'avoir alors conduite chez elle au 12 St. Luke's Place, bien qu'il ne l'ait pas vue entrer dans la maison avant de re-déposer l'homme aux quais. Vers 14 heures, Faithfull, apparemment retournée aux quais en état d'ébriété, est de nouveau amenée à la cabine d'Edelman par le même homme, qui demande à Edelman de la ramener à St. Luke's Place et de ne pas la laisser revenir. Cependant, Faithfull quitte le taxi à seulement quelques blocs de là, n'ayant que 10 cents sur elle, une somme insuffisante pour payer la course. Le chauffeur de taxi dit l'avori vu repartier vers les quais,. 
Une employée d'un institut de beauté du Grand Central Terminal déclarera aux enquêteurs qu'une « Miss Faithfull » est venue dans son magasin le 5 juin entre 14 h 30 et 15 h 00 et lui a parlé de prendre rendez-vous. Une connaissance de Faithfull rapporte également l'avoir vue à Grand Central au même moment. Plus tard, elle est vue à bord du paquebot de la Cunard RMS Mauretania, mais elle est vue le quittant peu avant son départ à 17 heures pour les Bahamas,.
Carr et Roberts déclareront plus tard qu'après avoir visité le Mauretania, Faithfull a visité un autre paquebot de la Cunard dans le port, le RMS Carmania, auquel Roberts a ensuite été affecté. Roberts confirme que le 5 juin, il a diverti Faithfull à bord du Carmania de 17 h 30 à environ 22 h. Selon lui, peu après 22 heures, il a donné à Starr Faithfull un dollar pour payer le taxi et l'a placée dans l'un d'eux près du Quai 56, censément pour la conduire à un autre paquebot, l'Île de France, sur laquelle elle prévoyait d'assister à une fête. Un policier, qui se souvient d'elle à la suite de l'incident du Franconie, la voie dans le taxi.

#### Samedi 6 juin et dimanche 7 juin 1931
Des informateurs de la police diront aux enquêteurs que le samedi 6 juin, une femme conforme à la description de Faithfull a été vue avec un compagnon masculin à l'hôtel Tappe à Island Park, près de Long Beach. Elle peut avoir eu une dispute avec son compagnon ou être partie avec un groupe d'autres hommes. L'hôtel est alors le lieu de rendez-vous préféré des gangsters et des bootleggers de New York, dont Bill Dwyer, Vannie Higgins et Dutch Schultz. 

### Découverte de corps le lundi 8 juin 1931

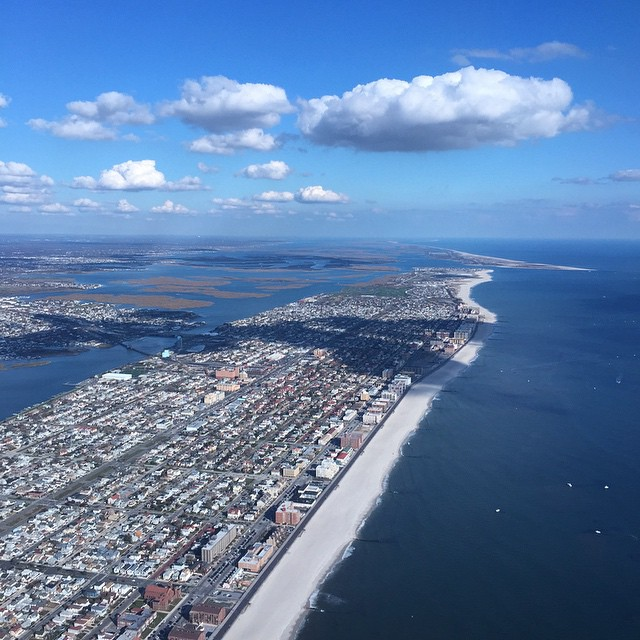
La plage de Long Beach où son corps a été retrouvé.

Le matin du lundi 8 juin 1931, vers 6 h 30, le cadavre de Faithfull est retrouvé par un beachcomber à Long Beach, New York, sur la plage près de Minnesota Avenue,. Lorsqu'elle est trouvée, elle ne porte que sa robe, des bas de soie et une gaine qui maintient les bas, sans autre sous-vêtement ; le reste de ses vêtements d'extérieur et ses accessoires sont manquants. Ni sa robe ni ses ongles manucurés ne sont endommagés, bien que son corps montre de nombreuses ecchymoses qui, selon le médecin légiste, ont été infligées avant la mort, apparemment par une autre personne. Le corps est identifié par son beau-père, Stanley Faithfull, dans la soirée du 8 juin. 
Une autopsie détermine qu'elle est morte par noyade et que son corps était dans l'eau depuis au moins 48 heures, suggérant qu'elle est morte dans la nuit du vendredi 5 juin ou tôt le matin du samedi 6 juin. Le temps passé dans l'eau et son heure estimée de décès sont remis en question par un autre expert, qui s'occupe des noyades dans la région de Long Beach depuis de nombreuses années et pense que Faithfull était dans l'eau depuis moins de dix heures, ce qui signifie qu'elle serait morte tard le dimanche 7 juin ou tôt le matin du 8 juin et se serait probablement noyée près de la plage où elle a été trouvée. Les poumons de Faithfull contienaient une grande quantité de sable, ce qui est interprété comme une indication sur une noyade en eaux peu profondes, près du rivage. L'autopsie révèle aussi qu'elle a mangé un gros repas de viande, de pommes de terre, de champignons et de fruits trois à quatre heures avant sa mort, mais n'a pas bu d'alcool pendant les 36 heures avant sa mort. Son foie contenait un niveau élevé d'un médicament initialement identifié comme le barbiturique Veronal - un sédatif qu'elle achetait et utilisait fréquemment. Avant sa mort, Starr Faithfull a donc pris une dose suffisamment importante pour provoquer la stupeur ou la semi-stupeur, mais pas suffisamment pour la tuer. 

## Enquête

### Enquête sur un homicide
L'enquête sur la mort de Starr Faithfull est menée par l'inspecteur de police du comté de Nassau, Harold King, le procureur de district du comté de Nassau (DA) Elvin Edwards, et l'assistant DA Martin Littleton Jr. Après avoir identifié le corps de sa belle-fille, Stanley Faithfull annonce à King et Littleton qu'il pense qu'Andrews Peters a ordonné son meurtre afin de l'empêcher de révéler les abus sexuels passés. Faithfull déclare également à la presse qu'il pense que sa belle-fille a été assassinée, mais ne leur donne pas le nom de Peters. Il leur dit finalement qu'elle a été « corrompue » enfant par un vieil ami riche et anonyme de la famille, qui a par la suite payé pour la faire taire. L'artiste londonien Rudolph Haybrook, un ami proche de Faithfull, est également cité dans la presse affirmant qu'elle a été assassinée pour l'empêcher de témoigner dans une poursuite judiciaire à venir. 

Bien que Harold King pense que la mort est probablement un suicide, même après avoir entendu l'histoire de Stanley Faithfull, Elvin Edwards est convaincu que c'est un meurtre. 

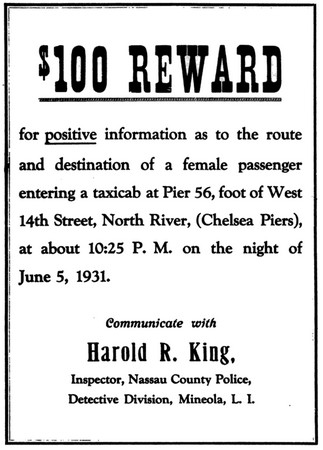
La police du comté de Nassau récompense une affiche cherchant des informations sur le sort de Starr Faithfull après son départ de Carmania dans la nuit du 5 juin 1931.

Le corps de Faithfull doit être incinéré le 11 juin, mais Edwards interdit la crémation à la dernière minute afin qu'il puisse convoquer un grand jury pour enquêter sur sa mort,,. Une fouille de police à l'appartement des Faithfull permet de mettre la main sur son journal intime. Celui-ci, qu'elle appelle son « Memory Book » ou « Mem Book », contient des détails explicites de ses affaires avec dix-neuf hommes identifiés par des initiales. Bien qu'une grande partie du journal soit considérée comme trop risquée pour être imprimée, une partie est quand même publiée dans les journaux. On pense alors que les initiales « AJP » dans certaines entrées du journal font référence à Peters. Lorsque les journaux commencer à le relier à l'affaire, il publie une déclaration par l'intermédiaire de son avocat niant qu'il avait jamais eu de « relations irrégulières » avec Starr Faithfull. Il dit qu'il n'y a aucune preuve le reliant à sa mort et qu'il n'a vu aucun membre de la famille Faithfull depuis cinq ans. Il est formellement interrogé par des enquêteurs à l'automne 1931, mais continue de nier toute implication. 
Initialement, les enquêteurs pensent que Faithfull a été poussée du Mauretania ou enlevée de ce navire dans un bateau, d'où elle a été poussée ensuite. Plus tard, la grande quantité de sable trouvée dans ses poumons, couplée aux ecchymoses sur le haut de son corps, leur fait croire qu'elle s'est noyée dans l'eau sablonneuse près du rivage en étant maintenue sous l'eau de force peut-être près de l'endroit où elle a été trouvée, plutôt que d'avoir été poussée d'un navire à plusieurs milles au large et d'avoir son corps ramené vers la terre par la marée. Ils recueillent des informations de la Garde côtière sur les marées et les courants près de Long Beach dans le but de déterminer comment le corps de Faithfull aurait pu arriver sur la plage, mais les résultats de cette requête n'ont jamais été publiés,. 
L'homme nommé « Brucie », mentionné par le chauffeur de taxi, aurait d'abord été considéré comme étant l'acteur « Bruce Winston », que Faithfull avait dit avoir rencontré lors de la soirée de Cerf. Les tentatives pour localiser les « Bruce Winston » et « Jack Greenaway » prétendument mentionnés par Faithfull s'avèrent vaines. Un acteur britannique âgé du nom de Bruce Winston est retrouvé, mais il n'était plus aux États-Unis depuis février et avait passé les dernières semaines à jouer dans une pièce de théâtre à Londres,. Les enquêteurs cherchent ensuite un gangster de Chicago nommé Ernest Blue, alias Richard Bruce. Une connaissance de Faithfull du nom de David « Bruce » Blue est aussi localisée à Londres qui affirme avoir été avec elle sur le Mauretania avec elle le 5 juin. 
Des efforts sont aussi faits pour localiser le chauffeur de taxi venu chercher Faithfull près du quai 56 après 22 heures le 5 juin. Malgré une récompense substantielle offerte pour des informations sur l'itinéraire et la destination de Faithfull cette nuit-là, aucun chauffeur de taxi ne s'est jamais présenté. Il y a alors des spéculations selon lesquelles elle avait été enlevée par un chauffeur de taxi, ou par quelqu'un d'autre se faisant passer pour un chauffeur de taxi et peut-être sous le contrôle de gangsters.   

### Enquête sur un suicide et un accident
Pendant que les enquêteurs poursuivent la théorie de l'homicide, Carr, arrivé à Londres sur le Franconie, reçoit trois lettres que Faithfull lui avait écrites en date des 30 mai, 2 juin et 4 juin 1931. Carr les ramène les lettres aux États-Unis et les remet aux enquêteurs vers le 23 juin, lors de son interrogatoire par la police,. Le New York Times publie le texte intégral des lettres les 22 et 24 juin,. 
Dans la première lettre, datée du 30 mai, Starr Faithfull écrit : 
Mais elle termine la lettre en demandant à Carr de venir la voir lors de sa prochaine visite à New York ce qui amène certains à remettre en question les véritables intentions de Faithfull,. La deuxième lettre est une excuse concernant l'incident du 29 mai à bord du Franconia à New York. 
Dans la troisième lettre, écrite la veille de sa disparition, Faithfull exprime en détail son intention et ses plans pour se suicider parce qu'elle ne pouvait pas faire face à son amour non partagé pour Carr : 
La lettre explique comment elle allait se suicider, « sans éther, sans Allonal, ni saut par la fenêtre », et comment elle passerait ses dernières heures : avec « un délicieux repas », en écoutant une certaine « bonne musique », buvant « lentement, en restant conscient à chaque seconde », en dégustant une « dernière cigarette » et en « encourageant » les hommes à flirter avec elle dans la rue - « Je m'en fiche de qui ils sont ». Elle écrit : « C'est une belle vie quand on a vingt-quatre heures à vivre,. » Une histoire antérieure d'Associated Press qui a couru avant que Carr ne remette les lettres disait qu'une lettre contenait la déclaration : « Quand vous recevrez ceci, je serai mort. » Selon un compte rendu du New York Daily News, la déclaration était : « Lorsque vous recevrez cette lettre, je me serai suicidé par noyade. » Mais cette déclaration n'est contenue dans aucune des lettres publiées dans le New York Times en juin 1931,. 
Les lettres soulèvent la possibilité que Starr Faithfull se soit suicidé en se cachant sur l'un des navires dans le port de New York le 5 juin jusqu'à ce que celui-ci ne quitte le port, puis, après avoir pris une grande dose de sédatif, sauté par-dessus bord alors que le navire passait vers le sud de Long Beach tard le 5 juin ou tôt le 6 juin. Une autre alternative est qu'elle soit tombée accidentellement d'un navire après avoir pris des sédatifs. Après la divulgation des lettres, de nombreuses personnes, y compris l'inspecteur King (qui avait déclaré au début de l'enquête que le décès était probablement un suicide ou un accident) se tourne vers la thèse du suicide.Le New York Times rapporte que les lettres « semblaient lever tout doute sur le fait que la fille... a mis fin à sa propre vie ». 
Stanley Faithfull continue de croire à la thèse de l'assassinat, affirmant que les lettres étaient des contrefaçons. Il présente son propre expert en écriture pour témoigner devant le grand jury afin de réfuter les conclusions de l'expert du comté de Nassau selon lesquelles les lettres étaient authentiques,,. Edwards et Littleton croient également que Faithfull a été assassiné et poursuivent leur enquête pendant plusieurs mois. Edwards pense qu'elle n'aurait pas été capable de se suicider sous l'influence de tant de Veronal,. 
Littleton finit par croire à la théorie du suicide après avoir interviewé le Dr Roberts en décembre 1931, vers la fin de l'enquête. Sur la base des informations de Roberts sur sa soirée avec Faithfull sur le Carmania, avant de la mettre dans un taxi pour une fête sur l'Île-de-France, Littleton conclut qu'elle s'était probablement cachée ce dernier avant de sauter par-dessus bord. Littleton dément dans le Times un article du International News Service affirmant qu'il avait localisé un témoin qui avait vu Faithfull sauter d'un navire,. 
Des analystes du crime ont contesté la conclusion du suicide. L'auteur américain de true crime Jay Robert Nash  déclare dans son livre Open Files: A Narrative Encyclopedia of the World's Greatest Unsolved Crimes (1983) qu'il n'y a aucune preuve que Faithfull ait jamais été à bord de l'Île de France, et peu de preuves qu'elle s'était suicidée, par rapport aux preuves sur un éventuel homicide. Goodman, dans The Passing of Starr Faithfull (1990), écrit qu'elle ne pouvait pas avoir embarqué à bord de l'Île de France car il est parti à 22 heures alors qu'elle était encore avec le Dr Roberts. De plus, il était amarré assez près du Carmania pour ne pas avoir besoin de taxi pour le rejoindre. Goodman conclut également qu'elle n'est montée sur aucun des autres navires partant le 5 juin ou le 6 juin, car, entre autres choses, elle n'aurait pas eu le temps ni l'envie de consommer son dernier gros repas de viande, de légumes et de fruits si tôt après avoir mangé un repas léger avec Roberts ; sa conversation avec Roberts indique aussi qu'elle n'avait pas de barbituriques ni d'argent pour les obtenir le 5 juin ; et elle a été vue en état d'ébriété les 4 et 5 juin, contrairement à l'autopsie, qui a révélé qu'elle n'avait consommé aucun alcool pendant les 36 heures précédant sa mort. Cela suggère qu'elle n'est morte que le 7 juin ou tôt le 8 juin. Ni sa robe de soie ni ses bas ne montraient les dommages attendus après avoir passé 48 heures dans l'eau, à une époque où une tempête affectait la région.

### La réaction des Faithfull à l'enquête
Au cours de l'enquête, Edwards et Littleton deviennent méfiants à l'égard de la famille Faithfull car ils refusent de fournir des informations, ne sont pas coopératifs et sont même considérés comme potentiellement impliqués dans le meurtre. Les journaux rendent également compte du besoin apparent d'argent de la famille et du manque de moyens de subsistance visibles. 
Après que la preuve du possible suicide de Faithfull ait été révélée fin juin 1931, la procédure devant le grand jury est close, sans mise en accusation, et l'affaire commence à disparaître des gros titres. Stanley Faithfull, soucieux de garder la presse intéressée par l'histoire, continue de déclarer que sa belle-fille a été assassinée par des tueurs à gages agissant au nom d'une personne de haut niveau. En juillet 1931, il allègue d'une « négligence officielle honteuse » de la part des enquêteurs du comté de Nassau et allègue en outre que le DA Edwards a été intimidé par des personnes « trop fortes et influentes pour qu'il puisse les combattre ». Edwards nie fermement et déclare penser que Faithfull a été assassiné, mais qu'il n'a pas les preuves pour le prouver. Il ajoute : « Ni Peters ni personne d'autre n'est assez haut placé pour que je ne puisse lancer de poursuites contre eux. » 
Le 25 juillet, Stanley Faithfull nomme pour la première fois publiquement Andrew James Peters comme étant l'homme présumé avoir eu une relation inappropriée avec Faithfull lorsqu'elle avait 11 ans. Il divulgue également l'accord original de 1927 entre les Faithfull et Peters le dégageant de sa responsabilité pour les abus sur Starr, et son chèque de règlement de 20 000 $. En raison de ses liens publics avec l'affaire, Peters fait plusieurs dépressions nerveuses,. 
Fin juillet et début août, l'enquête du grand jury est rouverte pour examiner les preuves fournies par le beau-père selon lesquelles les lettres de suicide à Carr sont des faux,. Début août, le gouverneur Roosevelt examine lui aussi l'affaire pour déterminer si l'enquête a été correctement menée par les autorités du comté de Nassau. 
Le Daily News, qui a mené sa propre enquête, confirme que les Faithfull étaient endettés et avaient un besoin urgent d'argent, et que Stanley Faithfull s'était rendu à Boston peu de temps avant la disparition de sa belle-fille pour demander des paiements supplémentaires à Peters. Ce dernier répond en poursuivant l'éditeur du Daily News, le journaliste qui a écrit les articles et plusieurs autres journaux pour diffamation, mais ses demandes sont rejetées. 

### Conclusion de l'enquête
En octobre 1931, l'affaire Faithfull est « pratiquement close ». Mais les déclarations de Roberts au sujet de sa présence à bord du Carmania ne sont obtenues que dans les derniers jours prévus de l'enquête début décembre. Ce mois-là, une enquête finale a lieu sur sa mort qui a duré quinze minutes sans que le jury ne parvienne à une conclusion. Le médecin légiste du comté de Nassau, Edward Neu, aurait déclaré : « Quoi que je décide, ce ne sera qu'une question d'opinion. »

### Théories alternatives
Goodman théorise que Faithfull a été tué par le gangster de Long Island Vannie Higgins et ses associés. Selon les recherches de Goodman, Higgins avait appris que les Faithfull extorquaient de l'argent à Andrew Peters en raison de sa relation sexuelle inappropriée avec Starr. Sur la base de ces informations, Goodman a suggéré que Higgins, souhaitant faire chanter Peters ou lui extorquer plus d'argent, l'ait kidnappée et conduite à Island Park, où il lui a fourni un repas et des barbituriques et l'a interrogée pour obtenir plus d'informations qu'il pourrait utiliser contre Peters. Insatisfait de ses réponses, il l'aurait battue, provoquant les ecchymoses sur son corps. Quand elle a La croyant morte sous les coups, il aurait ordonné que son corps soit jeté dans l'océan près de Long Beach. Cependant, encore vivante, elle se serait noyée. 
Nash et le journaliste Morris Markey, qui ont couvert l'affaire en 1931 pour le magazine The New Yorker, ont tous deux émis l'hypothèse que, sur la base des preuves et du comportement passé de Faithfull, y compris l'incident de l'hôtel qui l'a amenée à l'hôpital de Bellevue, elle avait probablement été tuée sur la plage par un homme inconnu après une rencontre sexuelle qui aurait mal tourné. Selon cette théorie, Faithfull est allée sur la plage avec un homme qu'elle venait de rencontrer, apparemment pour avoir des relations sexuelles. Une fois là-bas, elle a enlevé la plupart de ses vêtements, mais a ensuite taquiné ou refusé le sexe jusqu'à ce que l'homme devienne enragé, la batte et la noie dans l'eau peu profonde et le sable près du rivage, peut-être après l'avoir agressée sexuellement, Goodman écrit que cette théorie est appuyée par certains faits. 

## Conséquences
Andrew Peters n'a jamais été poursuivi pour un crime en relation avec la mort de Faithfull. Bien que sa réputation personnelle ait été affectée par le scandale, il a conservé un certain statut politique, a été trésorier d'une campagne de l'État du Massachusetts contre la thésaurisation organisée à la demande du président Herbert Hoover en 1932 et a été nommé au Massachusetts Advisory Committee de la Home Owners 'Loan Corporation en 1933. Il est décédé en 1938. 
La sœur de Faithfull, 19 ans, Tucker (alias Sylvia), a été citée après la mort de Starr : « Je ne suis pas désolé que Starr soit morte. Elle est plus heureuse. Tout le monde est plus heureux. » Selon elle, sa sœur avait dominé la famille, au point même de décider où ils allaient vivre, et agressait physiquement les membres de la famille si elle n'arrivait pas à ses fins. Tucker change son nom en Wyman avant de se marier. La chroniqueuse Dorothy Kilgallen rapporte la mort de Stanley Faithfull en 1949,
Un article de 1946 d'Associated Press sur la mort de l'ancien DA Edwards discute de l'affaire Faithfull comme l'un des deux cas non résolus de premier plan traités par lui. Les dossiers d'Edwards sur l'affaire auraient ensuite disparu, Le dossier de police a survécu et a été examiné par Jonathan Goodman pour la rédaction de son livre de 1990 sur l'affaire. 
Selon le biographe de John O'Hara Matthew J. Bruccoli, O'Hara avait le journal de Faithfull en sa possession depuis un certain temps et l'a utilisé comme matériel de recherche pour écrire son roman BUtterfield 8 de 1935. Certaines sources écrivent que la police a perdu ou détruit le journal après la clôture de l'affaire,. Un article du Baltimore Sun publié en 2002 indique que le journal a peut-être finalement été remis à Andrew Peters, qui l'a enfermé dans une boîte cachée dans les boiseries de la bibliothèque de sa maison de Boston, où il a été retrouvé plus tard par les nouveaux propriétaires de la maison avant de re-disparaître.

## Dans la culture populaire
La vie et la mort de Faithfull ont inspiré plusieurs romans. Elle a également fait l'objet de discussions dans un certain nombre de livres et d'anthologies non romanesques, ainsi que dans d'autres œuvres. 

### Fiction

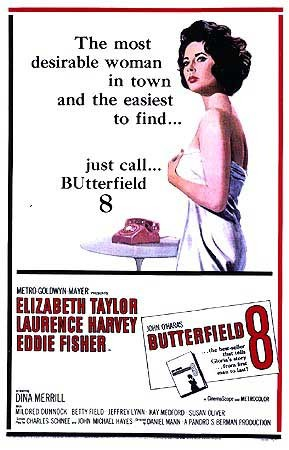
Affiche du film La Vénus au vison adapté de l'ouvrage de John O'Hara.

Plusieurs romans sont basés sur l'histoire de Faithfull. Le premier et le plus connu est le deuxième roman de John O'Hara, BUtterfield 8 (Harcourt, Brace, 1935), publié en français sous le titre Gloria (traduction d'Yves Malartic, 1947), puis L'Enfer commence avec elle (2008, 2012),. La protagoniste fictive de BUtterfield 8, Gloria Wandrous, s'inspire de la vie de Faithfull, dont le romancier avait lu le journal et qu'il avait vu dans les speakeasies de New York quand elle était en vie, bien qu'il ne la connaissait pas bien. Les lecteurs contemporains reconnaissent que le livre est basé sur l'affaire Faithfull,. 
Dans le roman, Gloria est agressée dans son enfance par un homme plus âgé, devient une call-girl qui boit beaucoup et meurt en étant balayée sous la roue à aubes d'un bateau. O'Hara écrit plus tard que« l 'histoire de Gloria Wandrousestt apparue comme un fait dans les journaux, avec son journal extrait qui ne pouvait pas tous être imprimés ni dans un journal ni dans un roman. Si quoi que ce soit, j'ai atténué l'histoire [.. ]». Cependant, Sandra Scoppettone, qui a écrit un roman ultérieur sur Faithfull, cite la propriétaire des Faithfull en disant qu'O'Hara lui avait rendu visite pour son roman, « a posé beaucoup de questions » et « a écrit un livre, mais il s'est trompé. » 
BUtterfield 8 se vend très bien lors de son premier tirage et est ensuite adapté en 1960 au cinéma par Daniel Mann dans un film du même nom, commercialisé en France sous le titre La Vénus au vison, avec Elizabeth Taylor, qui remporte l'Oscar de la meilleure actrice pour sa performance,. O'Hara n'a pas participé à l'écriture de l'adaptation du film, qui ressemble peu à son roman et se termine par la mort de Gloria dans un accident de voiture, plutôt que par un suicide ou un homicide par noyade.   
D'autres œuvres de fiction basées sur la vie et la mort de Faithfull sont répertoriées ci-dessous. 
- The Love Thieves de Peter Packer (Holt, Rinehart & Winston, 1962) raconte l'histoire de Virginia Fuller, un personnage basé sur Faithfull, dans le contexte d'un procès en diffamation intenté par ses parents contre un journal après sa mort, semblable aux véritables poursuites intentées par Stanley Faithfull[78],[79].
- Some Unknown Person de Sandra Scoppettone (Putnam, 1977) est un roman basé sur l'histoire de Faithfull dans laquelle elle se suicide avec la participation d'un personnage fictif, Orlando Antolini, dont la vie est racontée dans des flashbacks aux côtés de Faithfull[3],[80],[81]. Scoppettone déclare avoir utilisé ses propres antécédents familiaux italo-américains pour créer la famille Antolini[82]. Florence King écrit dans le National Review que « la scène de confrontation  entre le maire pédophile Peters et le gouverneur du Massachusetts Calvin Coolidge au plus fort de la grève de la police de [Boston] est un argument convaincant que Starr Faithfull a mis Coolidge à la Maison Blanche[83]. » Le roman a été traduit en français par Nathalie Mège et publié sous le titre Vie et mort de miss Faithfull en 2002[84].
- The Memory Book of Starr Faithfull: A Novel de Gloria Vanderbilt (Knopf, 1994) est un roman sous forme de journal basé sur la vie de Faithfull et son véritable journal « Mem Book ». Il raconte son histoire de ses 11 ans jusqu'à sa mort, en se concentrant sur les abus sexuels et ses relations avec les hommes. Bien qu'il contienne des éléments factuels, la majeure partie du livre est imaginé par Vanderbilt à partir du contenu du vrai journal[15],[85],[86].
- The Contract de William Palmer (Jonathan Cape, 1995) est un roman sur la mort de Starr Faithfull et les révélations subséquentes sur sa vie, sa famille et son passé, racontée par la fictionnelle Starr Faithfull et sa mère, Helen[87],[88].

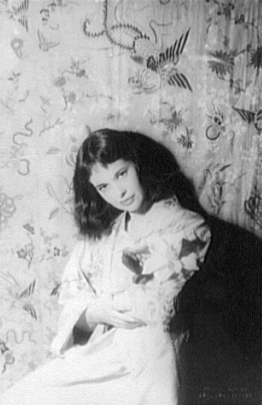
Gloria Vanderbilt.

### Non-fiction
Un essai de non-fiction, The Mysterious Death of Starr Faithfull, a été écrit par Morris Markey, qui a couvert l'histoire et interviewé la famille Faithfull en 1931 en tant que « reporter général » original pour le magazine The New Yorker. L'essai est inclus dans la collection The Aspirin Age (éd. Isabel Leighton, Simon et Schuster, 1949), une sélection de pièces sur les événements essentiels de la vie américaine dans les années entre la Première Guerre mondiale et la Seconde Guerre mondiale. 
Deux récits de true crime non romanesques ont été consacrés à l'affaire Starr Faithfull. Le premier, The Girl on the Lonely Beach, de Fred J. Cook (Red Seal Books, 1956), parle de ses antécédents familiaux, d'après des articles de journaux, des transcriptions judiciaires et les propres entrevues de Cook. 
Le second, The Passing of Starr Faithfull de Jonathan Goodman (Piatkus, 1990), comprend des éléments des dossiers de police originaux et des fragments restants du journal de Faithfull. Le critique Paul Nigol de l'Université de Calgary qualifié l'ouvrage de « compte-rendu le plus complet » sur l'affaire, car Goodman était le seul auteur à avoir obtenu un accès complet au dossier de la police. 

### Autre
La pièce de 2004 de Linda Ann Loschiavo Courting Mae West, sur le procès de l'actrice Mae West en 1927 pour des accusations de moralité à New York, comprend un personnage nommé « Sara Starr » basé sur Starr Faithfull,.